# Зелене (Вараський район)
Зеле́не (до 1940-х років — Андруга) — село в Україні, у Володимирецькій селищній громаді Вараського району Рівненської області. Населення становить 847 осіб.

## Історія
У 1906 році село Андруга Володимирецької волості Луцького повіту Волинської губернії. Відстань від повітового міста 112 верст, від волості 11. Дворів 65, мешканців 456.
12 червня 2020 року, відповідно до розпорядження Кабінету Міністрів України № 722-р від «Про визначення адміністративних центрів та затвердження територій територіальних громад Рівненської області», увійшло до складу Володимирецької селищної громади.
19 липня 2020 року, в результаті адміністративно-територіальної реформи та ліквідації Володимирецького району, село увійшло до складу Вараського району.

## Населення
За переписом населення 2001 року в селі мешкало 845 осіб.

### Мова
Розподіл населення за рідною мовою за даними перепису 2001 року:
| Мова       | Відсоток |
| ---------- | -------- |
| українська | 99,29 %  |
| російська  | 0,35 %   |

## Відомі люди
Русін Єфим Данилович народився 7 вересня 1919 року в селі Зелене Володимирецького району Рівненської області. Виріс у простій сім'ї. Завдяки своїм батькам отримав початкову освіту. Далі вчитися не зміг, пішов працювати. У 1940 році став членом ВЛКСМ. З першого дня війни Єфим Данилович був на фронті. Воював на Другому Українському фронті, 72-му стрілецькому полку, сапер.
З боями пройшов Україну, Північний Кавказ, брав участь у великій битві на Дніпрі, продовжував воювати у Румунії, Угорщині, Югославії, Чехословаччині, Австрії.
Був демобілізований в 1945 році. Після війни працював головою колгоспу в селах Жовкині, Ромейки, Довговоля, Зелене.
З березня 1951 року став членом Комуністичної партії Радянського Союзу. До бойових нагород Єфима Даниловича «За бойові заслуги», «За оборону Кавказу», «За взяття Будапешту» додались трудові нагороди. Єфим Данилович мав ряд похвальних грамот за трудові успіхи, за багаторічну працю.
Марущак Пилип Іванович, народився 10.04.1919 року в с. Зелене, помер 18.06.2006 року.
Призваний в армію у 1939 році в Сталінградську область (нині Донецька область). З лютого 1942 року на передовій фронту, командир відділення 49-го стрілецького полку. Поранений, інвалід війни ІІ групи.
Бойові нагороди: орден Слави, два ордени Червоної Зірки, медалі «За відвагу», «За бойові заслуги», «За перемогу над Німеччиною», орден Великої Вітчизняної війни ІІ ступеня, 10 ювілейних та інших медалей.
Наказом міністра оборони від 29.04.2005 року за № 224 за бойові заслуги перед Батьківщиною на відзначення Перемоги у Великій Вітчизняній війні йому було присвоєне чергове звання старшого лейтенанта.